# Brighter Than the Sun
Brighter Than the Sun è un singolo della cantante statunitense Colbie Caillat, pubblicato nel 2011 ed estratto dall'album All of You.

## Tracce
- Download digitale

1. Brighter Than the Sun - 3:51